# Broer i Vest-Agder
Broer i Vest-Agder i Agder fylke i Norge findes nedenfor i alfabetisk orden.

## B
- Bakke bru
- Bankebroa
- Birkeland bru

## C
- Christian Quartbroa

## D
- Døle bru

## F
- Feda bru
- Fedafjorden bru

## G
- Gamle Varoddbrua
- Geiderøybroa

## K
- Kjevik bru
- Kvarstein bru

## L
- Lundsbrua

## M
- Møll bru
- Møska bru

## N
- Nordsundbrua
- Nye Varoddbrua

## O
- Oddernesbroen

## R
- Refsti bru

## S
- Skarpeidbroa
- Skarvøybroene
- Skjernøysundbrua
- Skogøysundbroa

## V
- Varoddbrua
- Vesterbrua